# Ligny-le-Barque
Ligny-le-Barque is een plaats in de Franse gemeente Ligny-Thilloy in het departement Pas-de-Calais. De plaats ligt centraal in de gemeente en bestaat uit Ligny en het daarmee vergroeide gehucht Le Barque.

## Geschiedenis
Een oude vermelding van Ligny gaat terug tot de 7de eeuw als Liniacum. De kerk van Ligny had Le Barque en Thilloy als afhankelijkheden.
Op het eind van het ancien régime vormden Ligny en Le Barque de gemeente Ligny-le-Barque. In 1820 werd de gemeente (538 inwoners in 1806) al samengevoegd met buurgemeente Thilloy (337 inwoners in 1806) in de gemeente Ligny-Thilloy.

## Bezienswaardigheden
- De Église Saint-Quentin